# 비밀침해죄
비밀침해죄(秘密侵害罪)는 봉함(封緘) 기타 비밀장치한 타인의 편지, 문서 또는 도화를 개봉하거나 기술적 수단을 이용해 그 내용을 알아내는 범죄를 말하며, 3년 이하의 징역이나 금고 또는 500만원 이하의 벌금에 처한다.
이 죄는 고소가 있어야 기소할 수 있는 친고죄이다.(형법 제318조) 이 죄의 보호법익은 사생활의 비밀이며, 이 점에서 공무상의 비밀을 보호하는 공무상비밀누설죄(형법 제127조)와 구별된다.

## 조문
제316조(비밀침해) ①봉함(封緘) 기타 비밀장치한 사람의 편지, 문서 또는 도화(圖畵)를 개봉한 자는 3년 이하의 징역이나 금고 또는 500만원 이하의 벌금에 처한다.
②봉함 기타 비밀장치한 사람의 편지, 문서, 도화 또는 전자기록등 특수매체기록을 기술적 수단을 이용하여 그 내용을 알아낸 자도 제1항의 형과 같다.

## 내용
이 죄는 통신의 비밀을 침해하는 모든 행위를 벌하는 것이 아니다. 이 죄의 대상은 봉함 기타 비밀장치한 편지·문서 또는 도화에만 한정되며, 그 수단은 개봉과 기술적 수단을 이용해 내용을 알아낸 행위에만 국한된다.
'봉함 기타 비밀장치'란 깨뜨리거나 찢지 않으면 그 내용이 외부로 드러나지 않게 되어 있는 장치이다. 편지·문서·도화의 내용은 사적인지 공적인지를 가리지 않으며, 반드시 사람의 사생활에 관한 것일 필요도 없다. '편지'는 발송 전·송달 도중·도달 후를 가리지 않으나, 수신자가 수령한 후 읽은 다음에는 편지가 아니다. '개봉'이란 비밀장치를 파기하여 그 내용을 알아볼 수 있는 상태로 만드는 것을 말하며, 기술적 수단을 이용해 그 내용을 알게 되어도 이 죄에 해당한다.
법령에 따라 개봉할 수 있는 경우(형사소송법 제107조) 또는 피해자가 사후 동의한 경우에는 위법성이 조각된다.